# Erie (Kansas)
Erie é uma cidade localizada no estado americano de Kansas, no Condado de Neosho.

## Demografia
Segundo o censo americano de 2000, a sua população era de 1211 habitantes.
Em 2006, foi estimada uma população de 1153, um decréscimo de 58 (-4.8%).

## Geografia
De acordo com o United States Census Bureau tem uma área de
2,3 km², dos quais 2,3 km² cobertos por terra e 0,0 km² cobertos por água. Erie localiza-se a aproximadamente 273 m acima do nível do mar.

## Localidades na vizinhança
O diagrama seguinte representa as localidades num raio de 24 km ao redor de Erie.